# Cmentarz wojenny nr 188 – Rychwałd
Cmentarz wojenny nr 188 – Rychwałd – cmentarz z I wojny światowej znajdujący się we wsi Rychwałd w województwie małopolskim, w powiecie tarnowskim, w gminie Pleśna. Jest jednym z 400 zachodniogalicyjskich cmentarzy wojennych zbudowanych przez Oddział Grobów Wojennych C. i K. Komendantury Wojskowej w Krakowie. W VI okręgu tarnowskim cmentarzy tych jest 62.

## Opis cmentarza
Znajduje się przy drodze z Rychwałdu do Lubinki. Jest widoczny z daleka, gdyż znajduje się wśród pól, a w jego obrębie rośnie 5 wysokich platanów zasadzonych w czasie budowy cmentarza. Zaprojektowany został przez Heinricha Scholza. Wejście od strony drogi przez jednoskrzydłową drewnianą furtkę. Ogrodzenie cmentarza tworzą drewniane segmenty zamocowane na betonowych słupkach.  

## Polegli
Na cmentarzu pochowano 29. żołnierzy armii austriackiej i 22. żołnierzy armii rosyjskiej. Znane są nazwiska wszystkich Austriaków, znajdują się na blaszanych tabliczkach na nagrobkach. Walczyli  w 14.K.u.K.I.R.oraz T.K.J.R. 2. Wszyscy  żołnierze rosyjscy są nieznani.

## Losy cmentarza
Po II wojnie światowej nie dbano o cmentarze z I wojny. Drewniane elementy cmentarza z czasem w naturalny sposób uległy zniszczeniu.  Pierwszej renowacji dokonano niezgodnie z pierwotnym wyglądem cmentarza. Ogrodzono go współczesną metalową siatką, a na mogiłach brak było krzyży, znajdowały się tylko betonowe płyty bez napisów. W czasie ostatniej renowacji sfinansowanej przez austriacki Czarny Krzyż odtworzono wygląd cmentarza zgodny z założeniami Heinricha Scholza. Przy bramce wejściowej cmentarza zamontowano tablicę informacyjną.

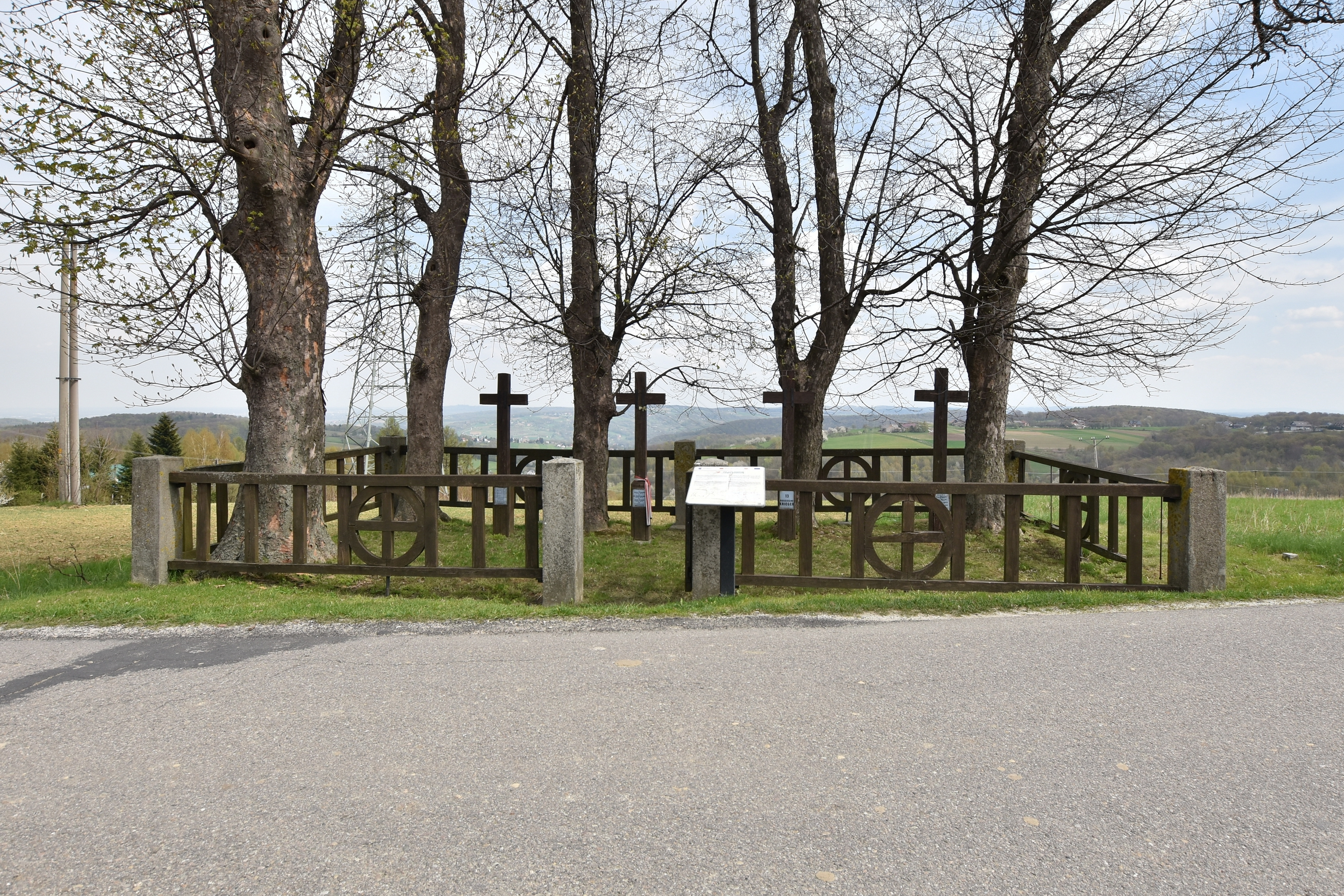
Widok ogólny
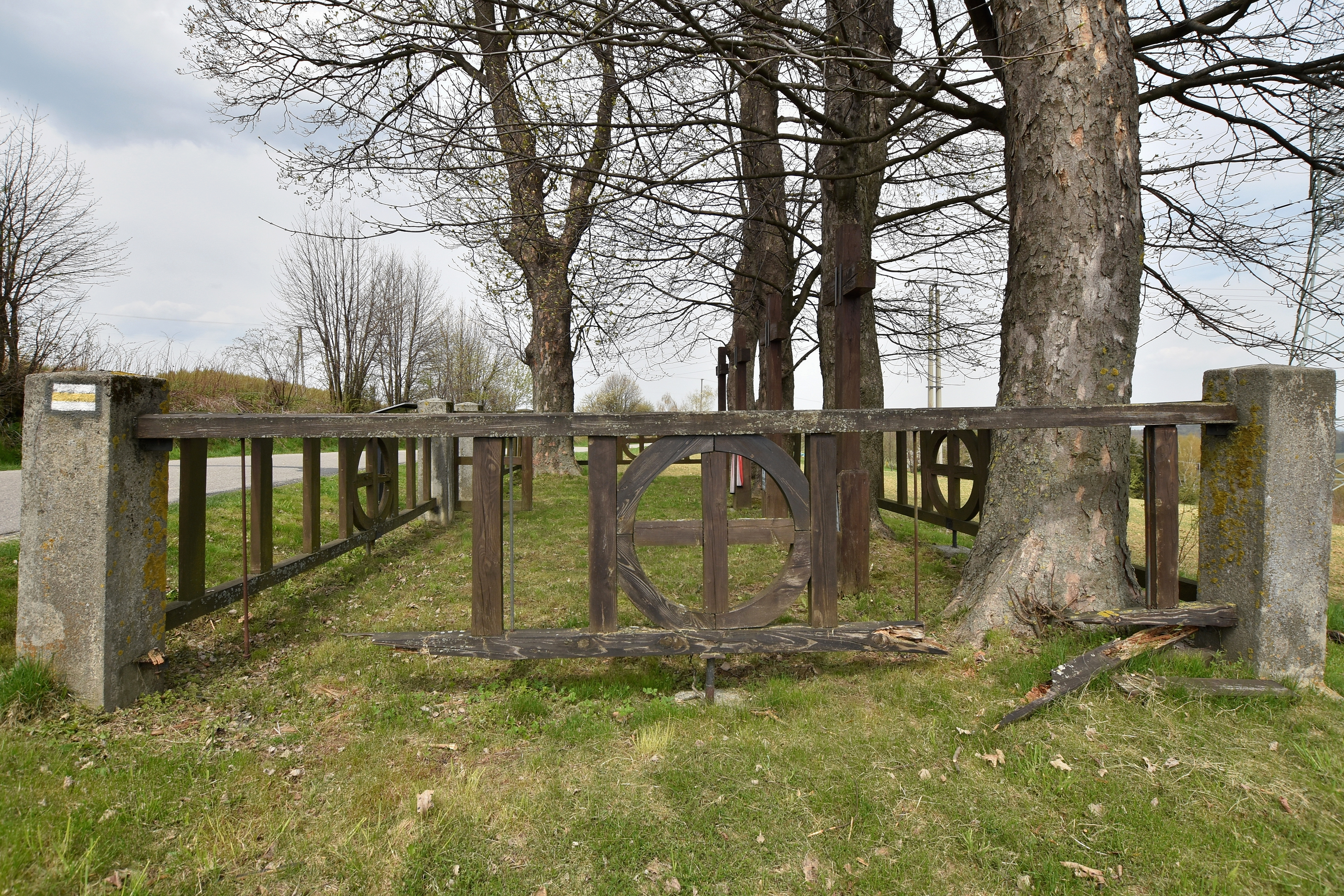
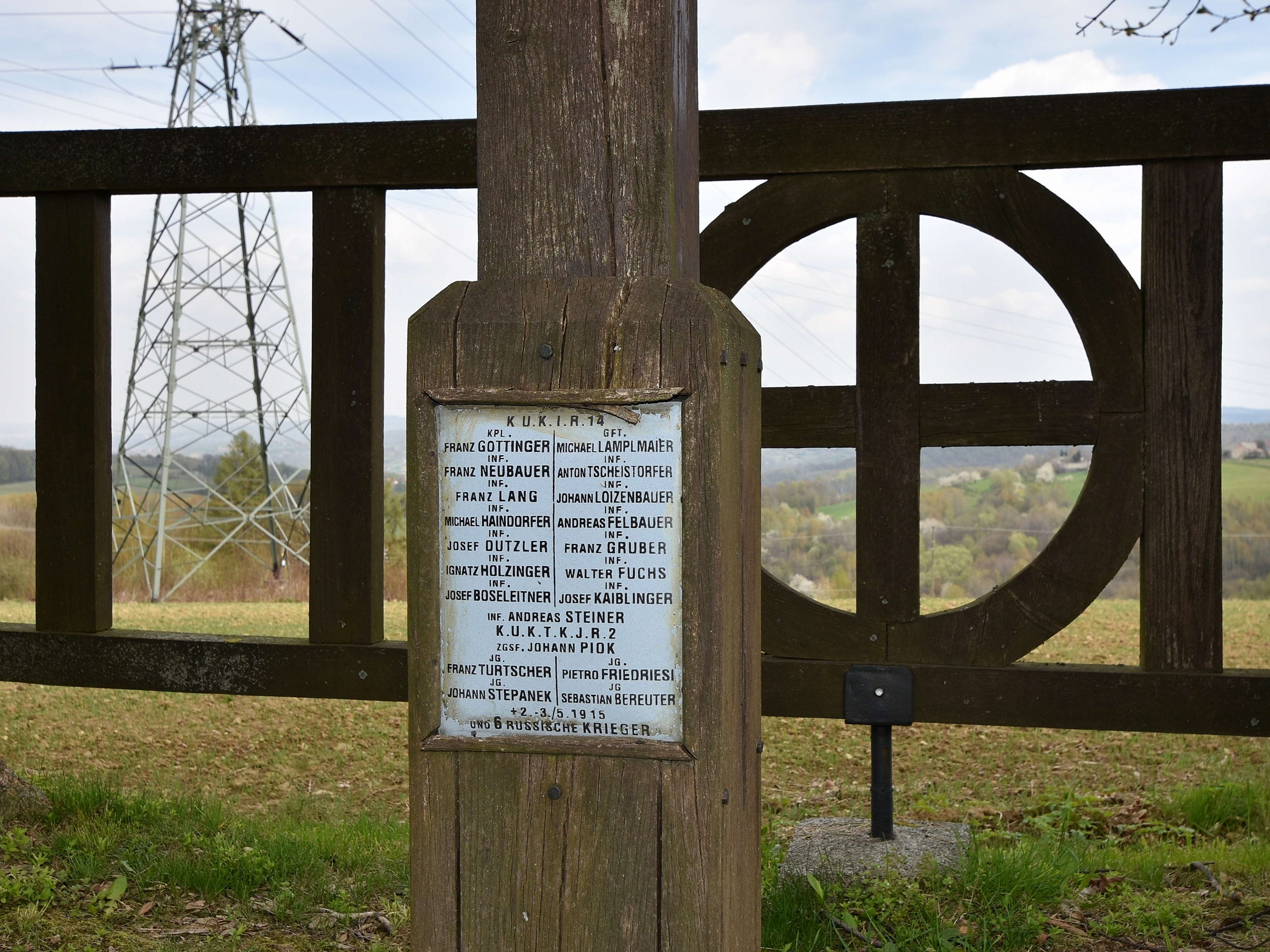